# Неретва
Не́ретва (хорв. Neretva) — река в Боснии и Герцеговине и Хорватии.

## Общая информация
Длина — 225 км, из которых 205 км река течёт по Герцеговине, а последние 20 км по хорватской жупании Дубровачко-Неретванска. Впадает в Неретванский канал (залив Адриатического моря).
Крупнейшие города, расположенные на реке, — Кониц, Ябланица, Мостар, Чаплина (Čapljina) в Боснии и Герцеговине; Меткович и Плоче — в Хорватии.
Крупнейшие притоки — правые: Ракитница, Рама, Требижат; левые — Буна и Брегава. Также в Неретву впадает один из рукавов Требишницы.
Река берёт начало в горах Герцеговины недалеко от границы с Черногорией. В верхнем течении Неретва — река с чистейшей и очень холодной водой, текущая в узком и глубоком ущелье. В среднем течении ущелье превращается в широкую долину с плодородной почвой. Выше города Ябланицы на Неретве расположено большое водохранилище, образованное дамбой городской электростанции. На участке Ябланица — Мостар на реке ещё несколько гидроэлектростанций, не образующих, однако, водохранилищ наподобие Ябланицкого.
В нижнем течении, на территории Хорватии, река образует обширную дельту со множеством рукавов. Земля в дельте отличается исключительным плодородием и имеет большое сельскохозяйственное значение.
Дельта реки, как ихтиолого-орнитологический заповедник, находится под охраной ЮНЕСКО с 1992 года.

## История
Мостар — пятый по величине город Боснии и Герцеговины и крупнейший город на реке получил своё имя от знаменитого пешеходного Старого моста над Неретвой, построенного в 1557—1566 годах. Старинный символ города был разрушен в 1993 году в ходе жестоких городских боёв между войсками боснийских хорватов и мусульман. Восстановлен и торжественно открыт 23 июля 2004 года.
На реке в 1943 году произошло сражение, на основе которого был снят самый высокобюджетный фильм в истории кинематографа Югославии.

## Галерея

Неретва в Боснии и Герцеговине
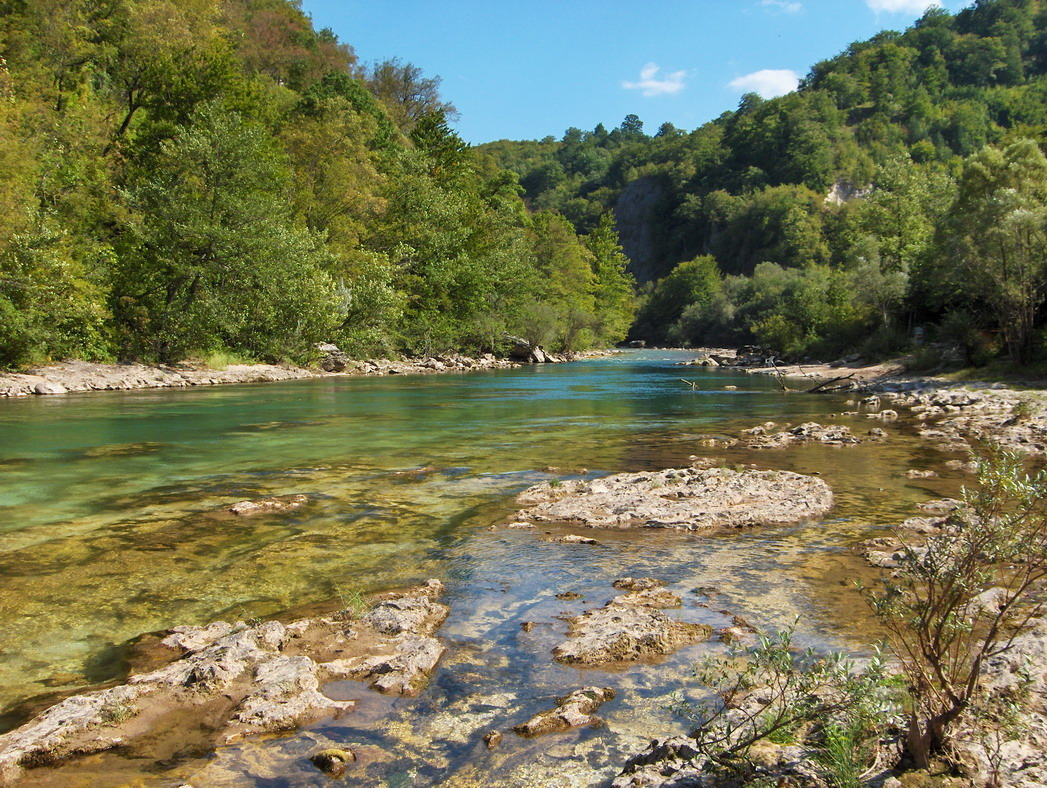
Верховье Неретвы
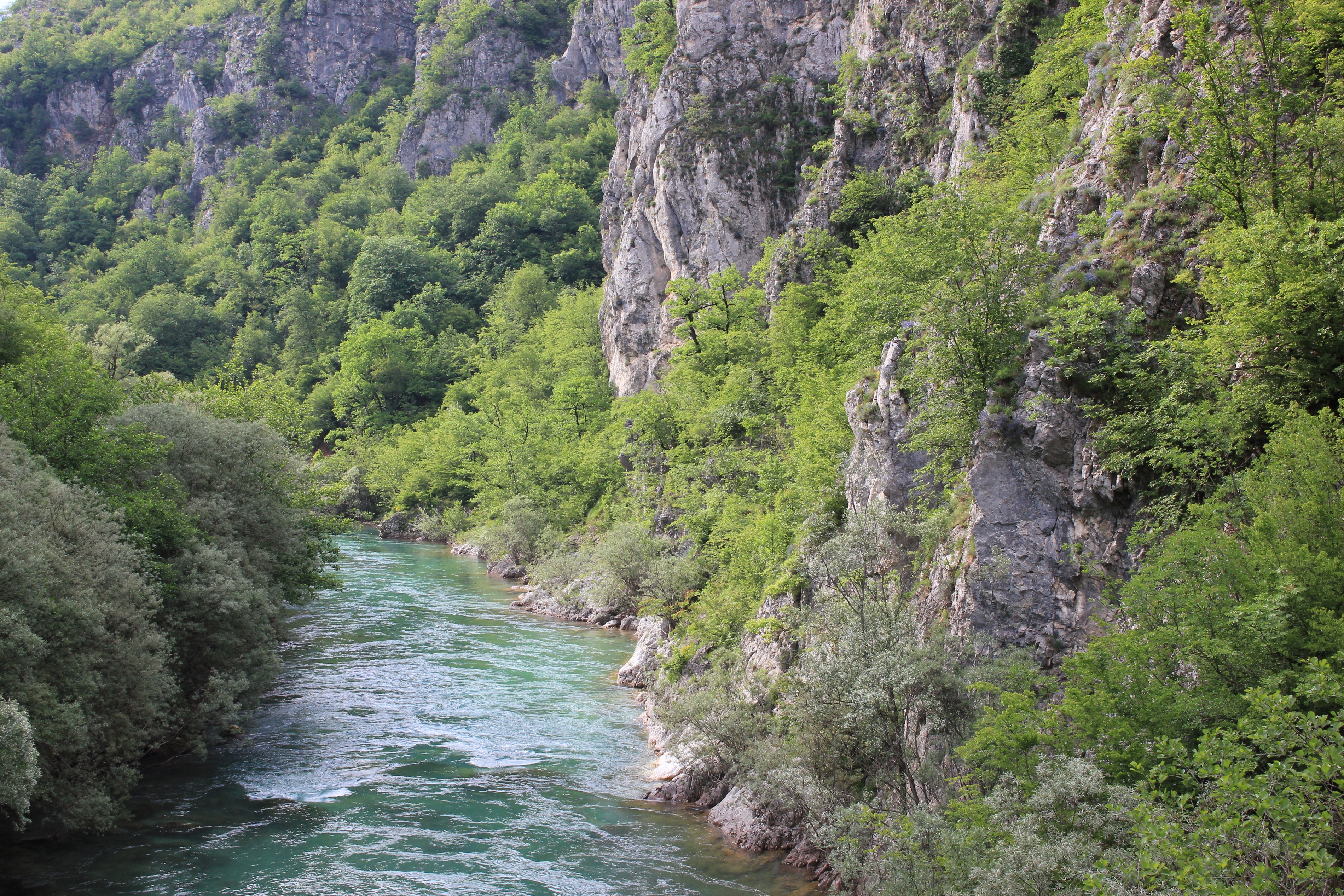
Каньон Неретвы
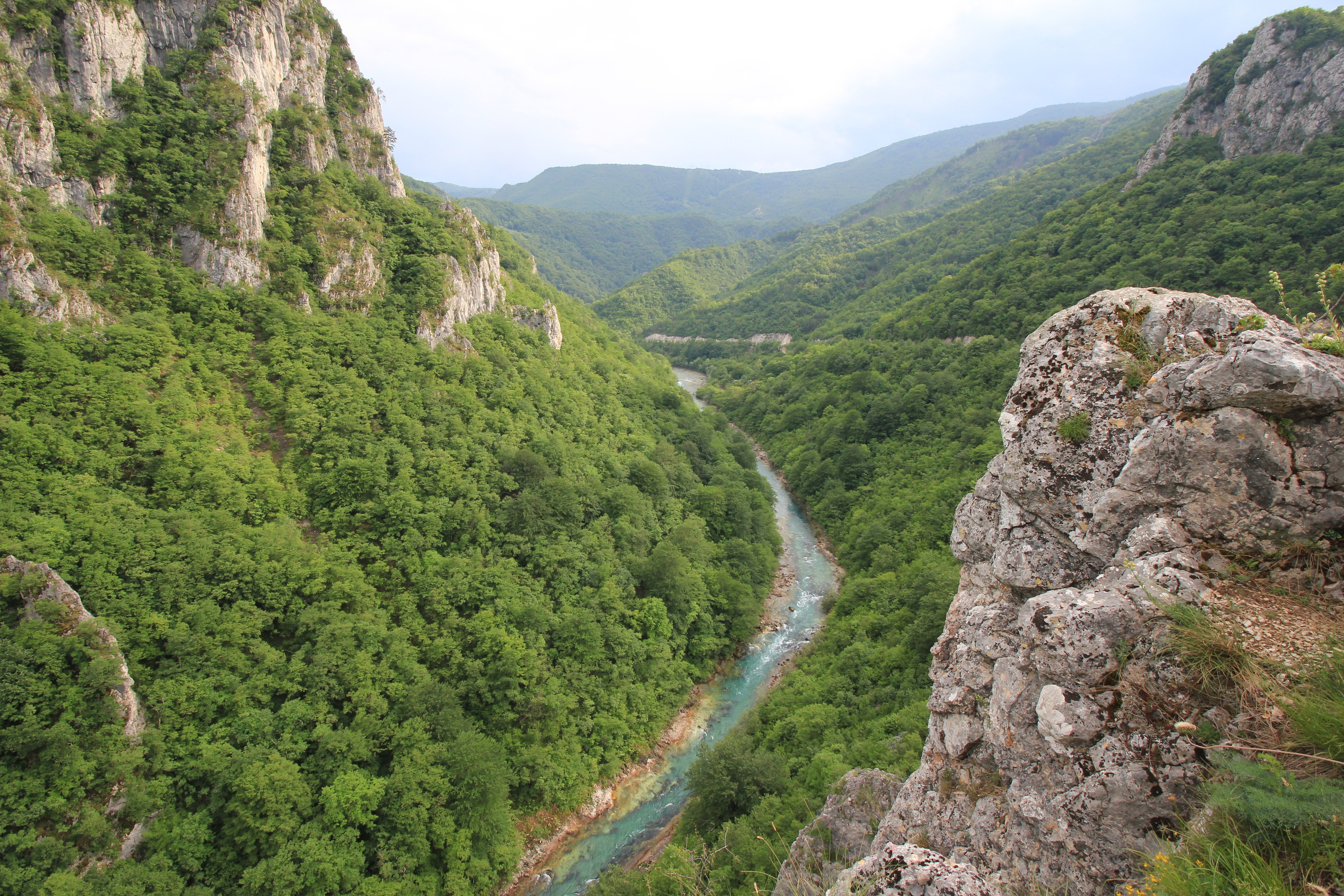
Неретва возле Главатичево
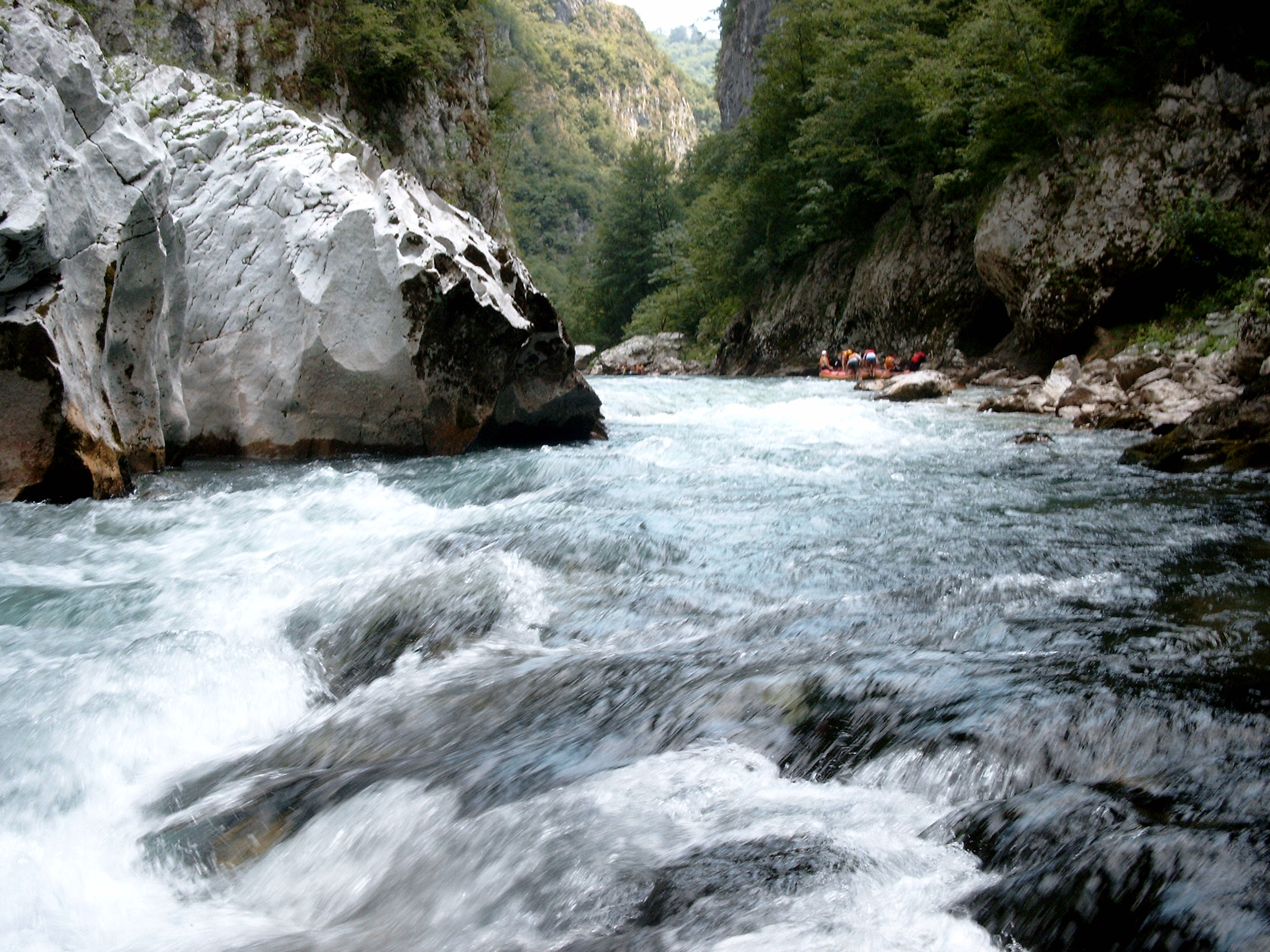
Рафтинг в верховьях Неретвы
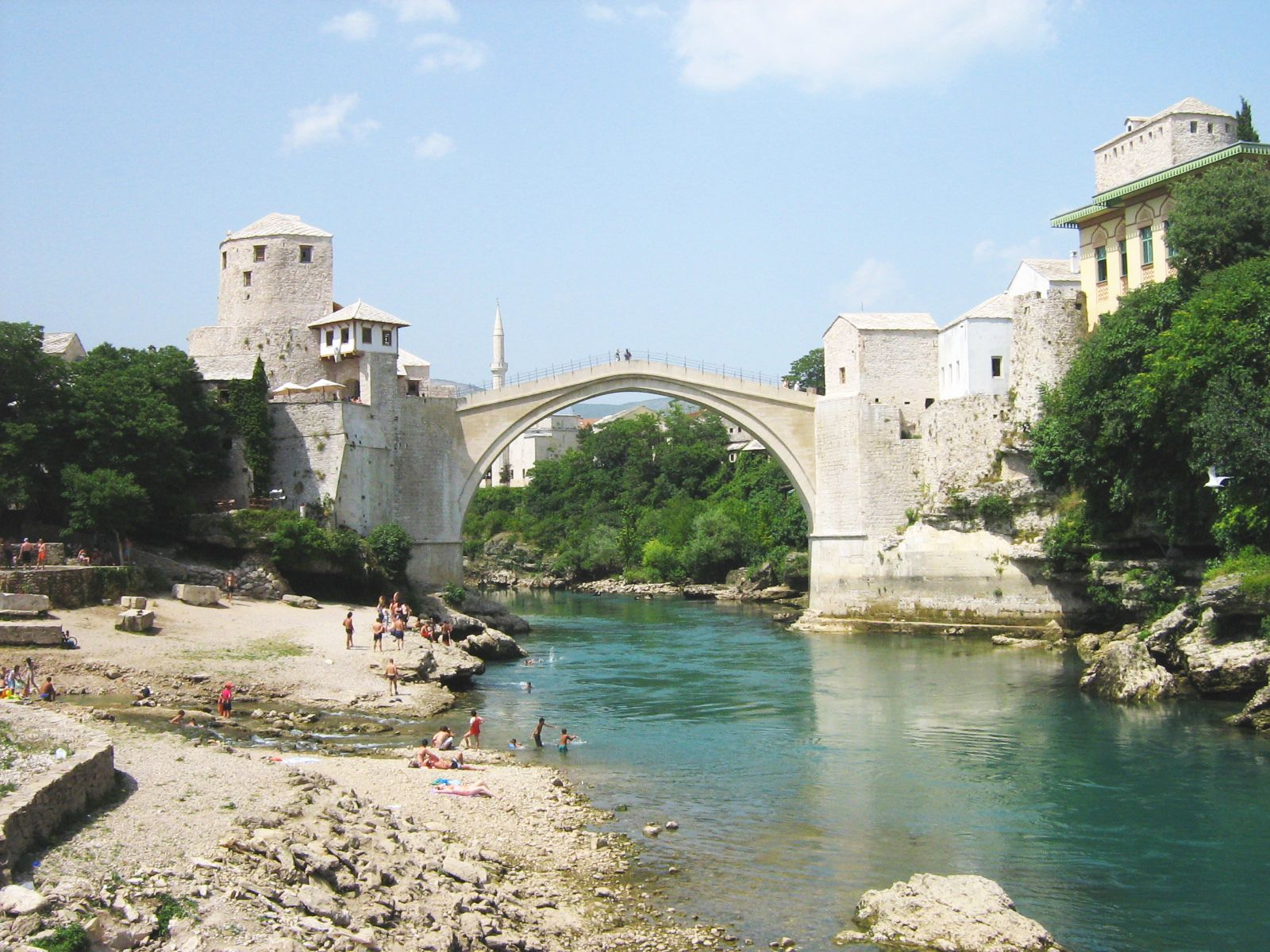
Старый мост через Неретву в Мостаре.

Неретва в Хорватии
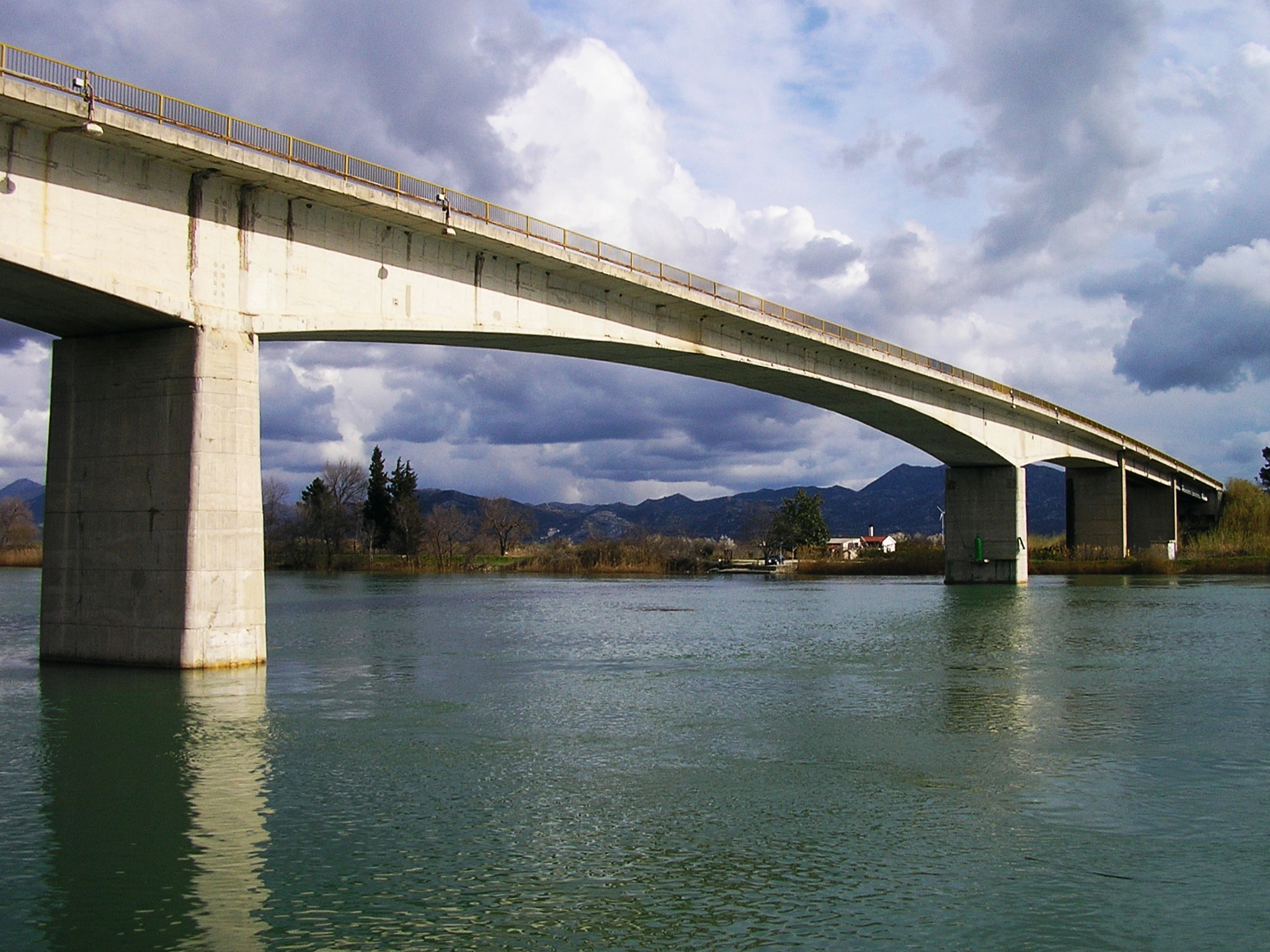
Мост через Неретву в Роготине
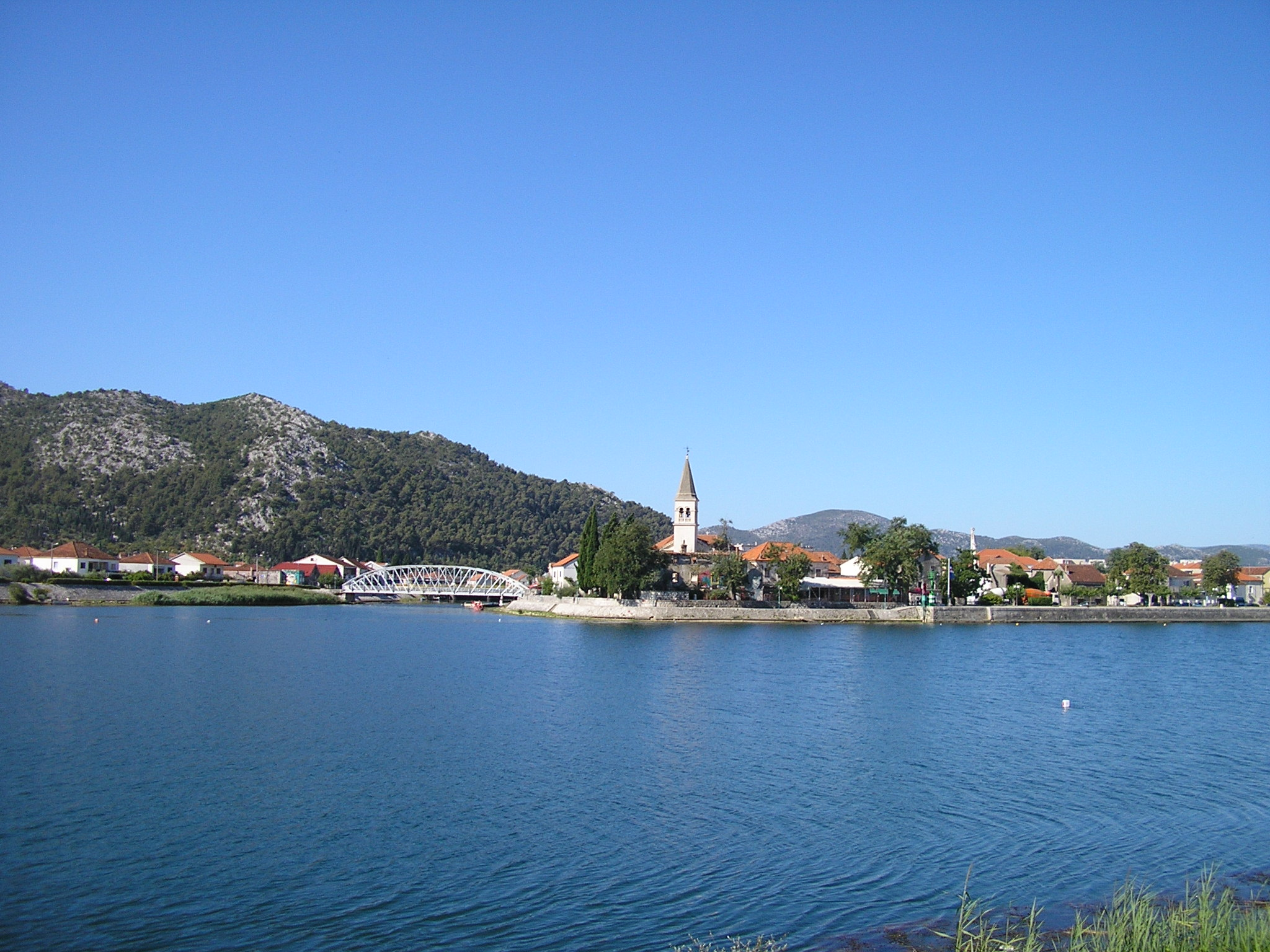
Неретва в Опузене
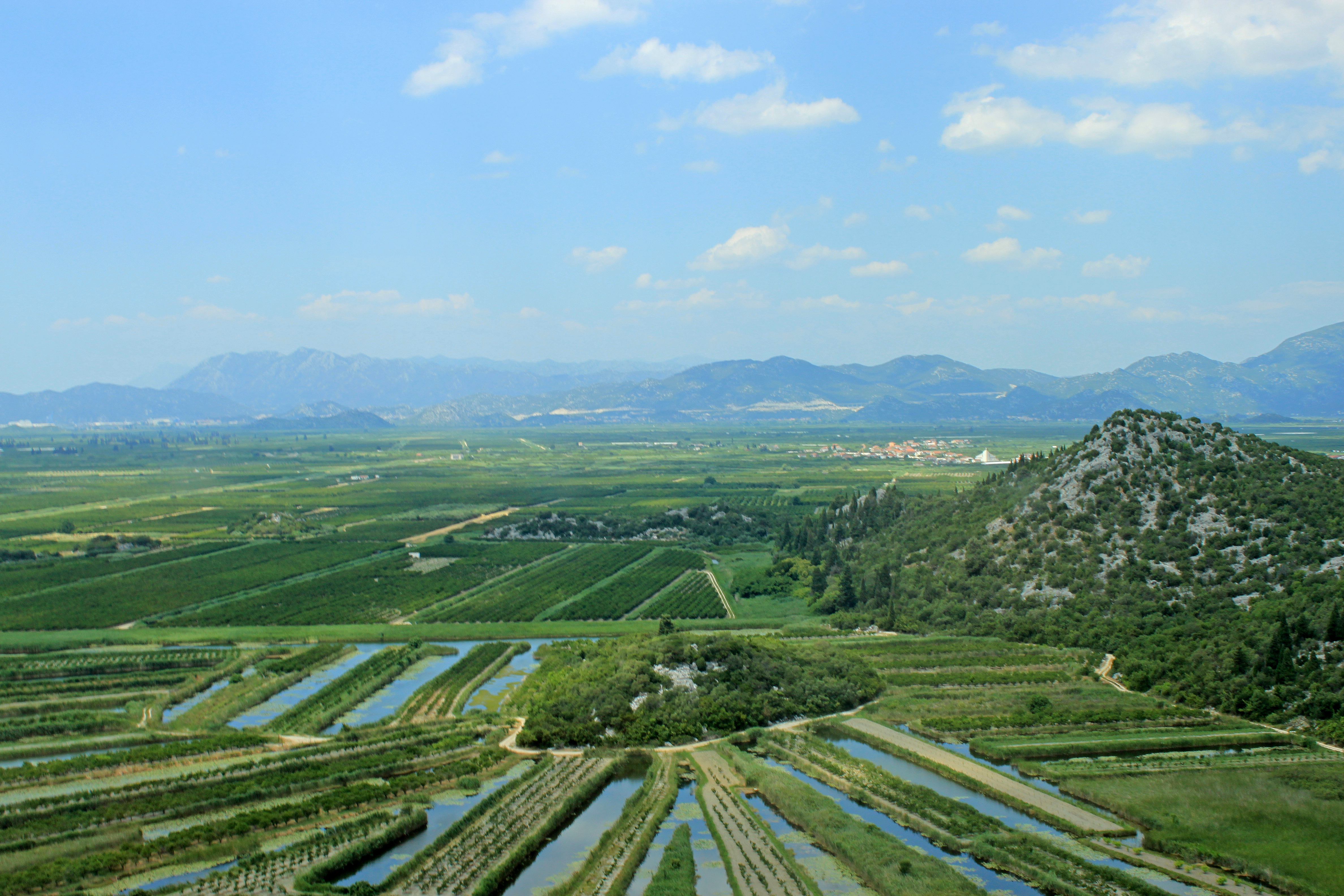
Мандариновые сады в долине Неретвы
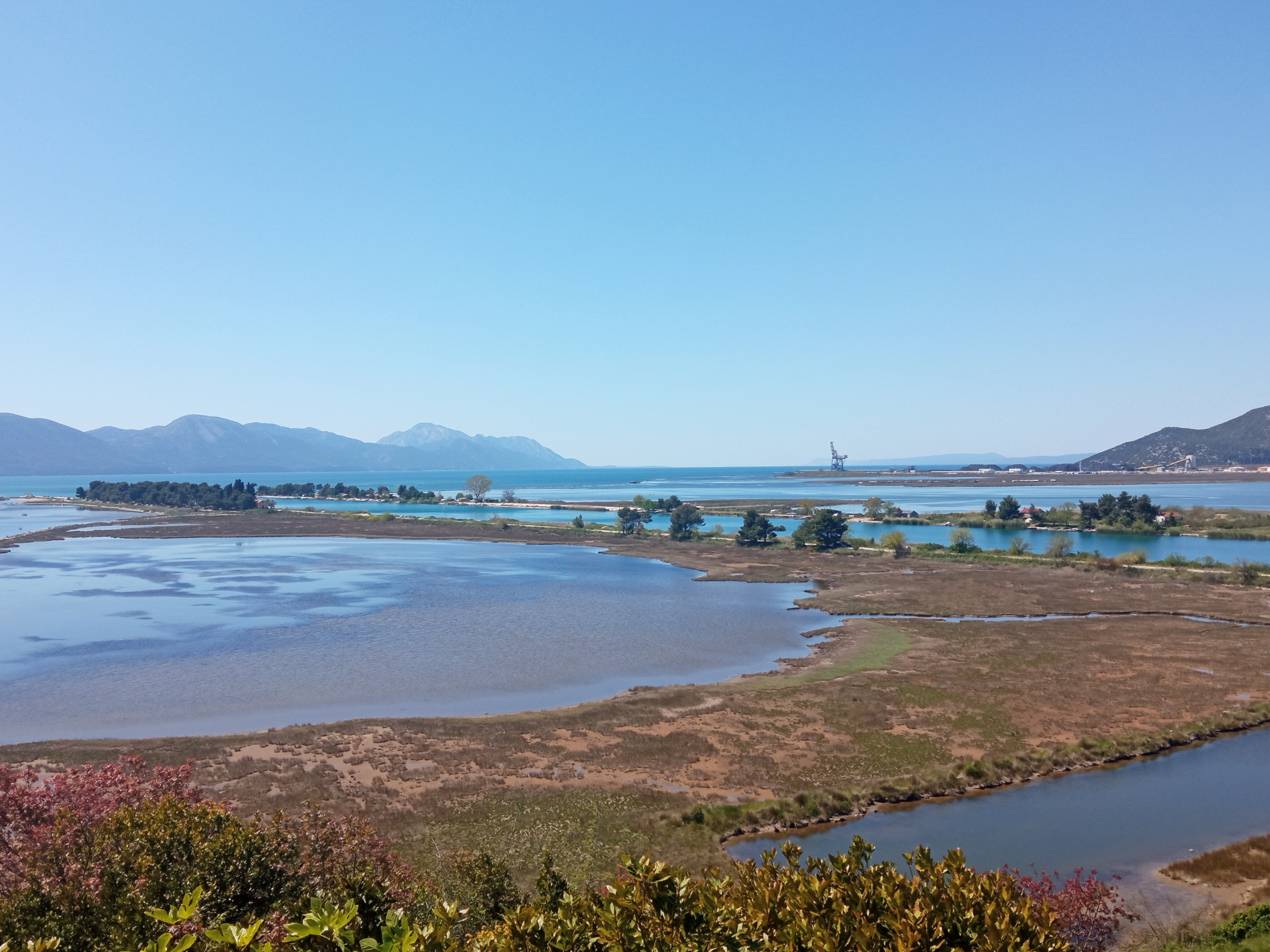
Устье Неретвы